# Rimpelige aaskever
De rimpelige aaskever (Thanatophilus rugosus) is een keversoort uit de familie aaskevers (Silphidae). De wetenschappelijke naam van de soort werd in 1758 als Silpha rugosa gepubliceerd door Carl Linnaeus.

## Kenmerken
De rimpelige aaskever is volledig zwart, heeft een plat lichaam en bereikt een lengte van 10 tot 14 millimeter. De kop is dichtbezet met lange gele setae (borstels). De dekschilden hebben in de lengterichting elk drie ribben. Daartussenin is het oppervlak bedekt met fijne puntjes en glanzende rimpels in de dwarsrichting. Hiermee onderscheidt de rimpelige aaskever zich van de verwante Thanatophilus sinuatus, waarbij deze dwarse rimpels ontbreken. Bij het mannetje zijn de eerste vier tarsi van de voorpoten verbreed.

## Verspreiding en leefwijze
De rimpelige aaskever komt voor in Europa, in het oosten van de Kaukasus, in Turkije en Zuidwest-Azië. Ze komen voor op de Britse Eilanden, maar ontbreken in het uiterste noorden van Scandinavië. De kever leeft van laagland tot de boomgrens op kadavers en uitwerpselen.